# 基督教右派
基督教右翼（英语：Christian right）这一称谓源于美国，基督教右翼是一个極保守的政治派别，其特点是对社会保守政策的强烈支持。基督教右翼主要通过宣扬基督教的传统价值来影响法律和公共政策的制定，将他们对基督教教义的理解实行在国家和社会层面。
在美国，基督教右翼是以福音派新教信徒和天主教信徒为核心的一个非正式的政治联盟。基督教右翼尤其受到主流新教徒、犹太人和摩门教徒的支持，而这三者在政治上均持保守立场，儘管福音派與摩門教神學立場完全相左。美国的基督教右翼政治运动源头可以追溯到20世纪40年代，且自20世纪70年代以来一直非常有影响力。其影响力部分来自于基层活动和围绕社会问题动员选民的能力。
基督教右翼在学生在校祷告问题、人工智能、胚胎干细胞研究、同性恋權益、安乐死、避孕、性教育、堕胎和色情等议题上持保守立场并积极推广其立场。基督教右翼一词最常与美国的政治联系在一起，但在其他基督教占多数的国家的政治派别中也能够找到类似的基督教保守派。

## 名词解释
基督教右翼“也被称为新基督教右翼（NCR）或宗教右翼”，尽管有些人认为宗教右翼是“比基督教右翼更广泛的类别”。皮尤宗教和公共生活论坛的约翰·C·格林说，杰里·法尔威尔用标签的宗教权利来形容自己。 “聚焦家庭”媒体和公共关系副总裁加里·施尼伯格表示，「传统上以『宗教权利』为例，以贬义的方式表达极端主义。社会保守派、福音派人士这一称呼并不是很普遍令人兴奋，但这肯定是这样做的方式。」
像家庭研究委员会的托尼·帕金斯这样的福音派领袖已经提请注意将基督教右派一词与福音派等同起来的问题。尽管福音派人士构成了基督教右翼的核心选区，但并非所有的福音派都符合这种描述，而且一些天主教徒也是基督教右翼的核心基础。宗教保守派可能会提到其他群体这一事实使描述问题更加复杂。例如，门诺派和阿米什人在神学上是保守的，但是没有明显的政治组织与这些教派相关联。

## 历史
帕特里夏·米勒指出，“福音派领袖与天主教會主教之间的联盟近二十年来一直是基督教右翼的基石”。自20世纪70年代后期以来，当浸信会牧师杰里·法尔威尔和其他基督徒领袖开始敦促保守的基督徒参与政治进程时，基督教右派在共和党和美国政治中都是一股显着的力量。为了回应基督教权利的崛起，1980年的共和党纲领承担了一些立场，包括放弃对平等权利修正案的支持，并增加对恢复学校祷告的支持。过去二十年是政治辩论中的一个重要时刻，同时在宗教公民的标志性新基督教右翼时期，宗教公民变得更加政治活跃。虽然该平台也反对堕胎，并倾向于限制纳税人为堕胎提供资金并通过宪法修正案，以恢复对未出生儿童生命权的保护，它也接受了这样一个事实：许多美国人，包括共和党同僚，在这个问题上存在分歧。自1980年左右以来，基督教右翼一直与几个机构联系在一起，包括道德多数派，基督教联盟，关注家庭和家庭研究委员会。
虽然基督教右翼的影响力通常可以追溯到1980年的总统选举，但丹尼尔·K·威廉姆斯在上帝自己的党内辩称，它实际上在二十世纪的大部分时间里都参与了政治。他还指出，基督教右翼在20世纪40年代至60年代曾与共和党结盟，反对共产主义和捍卫“基于新教的道德秩序”等问题。
在1960年的选举中，天主教徒和福音派人士相互斗争，因为福音派人员动员他们的部队在1928年击败了天主教徒艾尔史密斯，并在1960年击败了约翰肯尼迪。然而，新教徒认为世俗化是对基督教价值观的最大威胁，到了20世纪80年代，天主教會主教和福音派人士开始就堕胎等问题开展合作。
南方民主党与民主党的异化促成了右翼的崛起，因为20世纪60年代的反文化引发了对社会解体的恐惧。此外，随着民主党被确定在堕胎和非传统社会价值观上的支持选择立场，社会保守派越来越多地加入共和党。
1976年，美国总统吉米·卡特得到基督教右翼的支持，主要是因为他广受好评的宗教皈依。然而，卡特的精神转变并没有弥补他在基督教保守派思想中的自由主义政策，这反映在杰里·法尔威尔的批评中，即「美国人真正袖手旁观，看着没有上帝，没有骨气的领导人已经把我们的国家挣扎到了死亡的边缘。」

### 组织能力

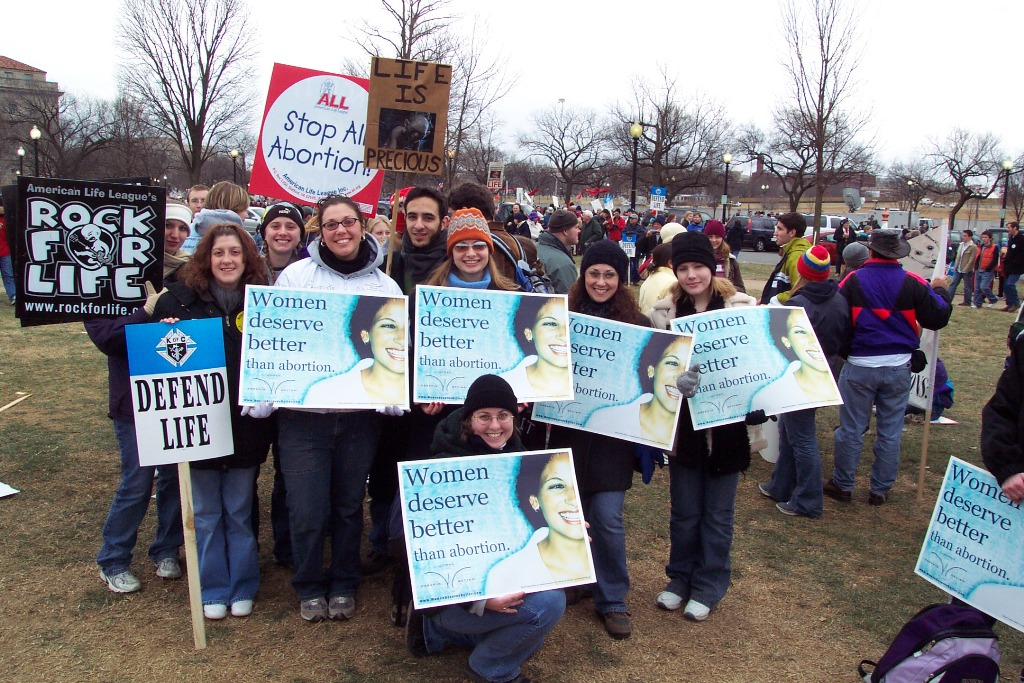
2004年华盛顿特区為生命遊行中的示威者

2004年3月，华盛顿特区示威的基督教右翼就堕胎、安乐死、避孕、色情、赌博、淫秽、公立学校的国家认可祷告、教科书内容（关于创造论）、同性恋和性教育进行了斗争。最高法院在1973年罗伊诉韦德裁决中将堕胎作为受宪法保护的权利的决定是20世纪70年代基督教右翼崛起的驱动力。不断变化的政治环境导致了基督教右翼对其他问题的倡导，例如反对安乐死和开展禁欲性教育。
基督教联盟主席拉尔夫·里德表示，1988年帕特·罗伯逊总统竞选活动是导致美国基督教右翼团体泛滥的“政治僵局”。
另一方面，兰德尔巴尔默认为，新基督教右翼运动的崛起不是以堕胎问题为中心，而是鲍勃琼斯大学拒绝遵守最高法院1971年格林诉康纳利的裁决，允许美国国税局（IRS）从违反联邦法律的私立宗教学校收取罚款。

#### 基层激进主义
基督教右翼在美国政治体系中的大部分权力归功于他们在民意调查中的非凡投票率。在基督教右翼中共存的选民也有很强的动力并且倾向于对他们关心的问题提出观点。除了投票率高之外，他们还可以指望参加政治活动，敲门和分发文学作品。基督教右翼成员愿意为选民当选所需的选举工作。由于他们的奉献精神很高，基督徒的权利并不需要对这些人的工作进行货币补偿。

#### 政治领导人和机构
由罗伯特格兰特倡导组织Christian Voice领导，Jerry Falwell的道德多数派，Ed McAteer的宗教圆桌会议，James Dobson的家庭聚焦，Paul Weyrich的自由国会基金会和传统基金会以及Pat Robertson的基督教广播网络，新宗教将保守政治与福音派和原教旨主义教义结合起来。然而，新基督教权利的诞生通常可以追溯到1979年的一次会议，在那次会议上，电视新闻记者Jerry Falwell被要求建立一个“道德多数”组织。1979年，Weyrich与Falwell进行了一次讨论，当时他说有一个“道德多数”的美国人准备被召集到政治行动。 Weyrich后来在2007年接受密尔沃基哨兵报采访时回忆说，在他提到“道德多数”一词之后，Falwell“转向他的人民并说，'这就是我们组织的名字。' “
然后，Weyrich将在共和党和许多文化保守的基督徒之间建立一个强大的联盟。不久，道德多数派成为福音传教士和原教旨主义者的保守政治活动的总称，如帕特罗伯逊，詹姆斯罗宾逊和杰里福尔威尔。威斯康星大学麦迪逊分校教授霍华德施韦伯写道，“在过去的二十年里，”天主教政治家已成为宗教保守运动的主要人物。
在美國，基督教右派自1980年代起，某種程度在政治上支配著共和黨。現時不少共和黨候選人的政綱均反對墮胎和同性婚姻，他们依靠保守派和福音派教會的動員支持而當選。不過，也有共和黨人不認同他們的做法，如貝利·高華德。高華德認為宗教右派對於個人的隱私和自由都構成了威脅。1981年9月16日國會紀錄：
「像任何強大的武器一樣，為一己之利而挪用上帝的名義應該有所收斂。美國各地不斷發展壯大的宗教派別正在不明智地利用宗教的影響力，迫使政府領導人完全追隨他們的立場。如果在某個特定的道德問題上，不同意這些宗教團體的主張，他們就會抱怨甚至威脅你將失去資金選票。坦率地說，我厭惡和厭倦這個國家到處都有政治佈道者，如果我想作一個有道德的人必須相信A、B、C 和 D。他們以為自己是誰？從哪來的權威居然有權向我口授他們自己的道德信仰？更讓我憤怒的是作為一個立法者還必須忍受每個宗教團體的威脅，居然認為他們擁有某種上帝賜予的權力，可以控制參議院每次的點名表決。今天我要警告他們：如果他們試圖以保守派的名義將自己的道德信念灌輸給所有的美國人的話，那麼，我將寸草不讓地與他們戰鬥到底。」
此外，一些共和党内的溫和派也批评基督教右派干預他們的自由意志。

## 美国的机构

### 国家组织
将基督教权利带入美国政治的早期尝试始于1974年，当时早期运动领导人罗伯特格兰特创立了美国基督教事业，以倡导南加州的基督教意识形态教义。由于担心基督徒在1976年以压倒性多数投票支持吉米·卡特总统，格兰特扩大了他的运动并成立了基督教之声，以便将基督教选民团结在社会保守候选人背后。在与Falwell结盟之前，Weyrich寻求与格兰特结盟。格兰特和其他Christian Voice工作人员很快在Weyrich传统基金会总部设立了他们的主要办公室。然而，Weyrich和Grant之间的联盟在1978年崩溃了。
在20世纪80年代后期，帕特罗伯逊在共和党活动家拉尔夫·里德（他成为联盟的发言人）的基础上，在1988年的总统竞选中建立了美国基督教联盟。1992年，总部位于弗吉尼亚州弗吉尼亚海滩的全国基督教联盟公司开始制作选民指南，并在纽约天主教大主教的祝福下分发给保守的基督教教会，包括新教徒和天主教徒。在里德和罗伯逊的领导下，联盟迅速成为保守的基督教运动中最杰出的声音，其影响最终导致1996年支持保守派基督徒当选总统。此外，他们鼓励融合保守的基督教意识形态与政治问题，如医疗保健、经济、教育和犯罪。
专注于科罗拉多州科罗拉多斯普林斯的家庭访客欢迎中心。政治活动家在共和党内部和国内游说，以影响党的平台和提名。最近，James Dobson在科罗拉多斯普林斯的Focus on the Family和华盛顿特区的家庭研究委员会获得了共和党立法者的极大尊重。在强烈主张这些意识形态问题的同时，多布森本人对政治光谱更加警惕，而他的团队的大部分资源都致力于其他目标，如媒体。然而，作为一名私人公民，多布森表达了他对总统选举的看法; 2008年2月5日，多布森发表了关于2008年美国总统选举的声明以及他对共和党候选人的强烈失望。
在1996年写的一篇文章中，拉尔夫·里德反对基督教右翼领导人的道德绝对主义基调，主张共和党纲要强调堕胎的道德维度，而不是强调推翻罗伊诉韦德。里德认为，实用主义是倡导基督教权利的最佳方式。

### 教会的党派活动
由于“国内税收法”的约翰逊修正案，教会的公开党派行为可能会威胁到他们的501（c）（3）免税地位。在一个值得注意的例子中，北卡罗来纳州韦恩斯维尔的东韦恩斯维尔浸信会前牧师“告诉会众，任何计划投票支持民主党参议员约翰克里的人应该离开教堂或悔改”。教会后来驱逐了九名投票支持克里并拒绝悔改的成员，这引起了国家层面的批评。牧师辞职，被驱逐的教会成员被允许返回。
联盟防御基金于2008年启动了“讲坛自由倡议”。民主力量同盟声称「制宪自由星期日的目标很简单：将约翰逊修正案宣布为违宪 - 并且一劳永逸地取消国税局的能力审查牧师在讲坛上所说的话。」

### 选举活动
基督教右翼组织有时会进行民意调查，以确定哪些总统候选人将得到基督教右翼成员的支持。一项此类民意调查是在家庭研究委员会的价值选民峰会上进行的。乔治·W·布什的选举成功很大程度上归功于白人福音派选民的压倒性支持，他们占23％的选票。2000年，他获得了白人福音派投票的68％; 2004年，这一比例上升至78％。

### 教育
反对学校教学内容的父母將基督教的权利促进家庭教育和私立学校教育作为公共教育的有效替代方案。近年来，在家上学的儿童比例从1999年的1.7％上升到2003年的2.2％。这种增加大部分归因于将基督教教义纳入课程的愿望。在2003年，72％的家庭教育孩子的父母提到提供宗教或道德教育的能力是将孩子从公立学校带走的原因。Kitzmiller v.Dover地区学区案例确立了创造论不能在公立学校教授；作为回应，官员们越来越多地将公共资金用于教授加速基督教教育等课程的特许学校。
家庭学校法律辩护协会于1983年由迈克尔·法里斯（Michael Farris）和迈克尔·史密斯（Michael Smith）共同创立，他后来成立了帕特里克亨利学院。该组织试图挑战法律，这些法律可以阻止父母将孩子送回家，并将不同的家庭教育家庭组织成一个有凝聚力的团体。在过去的二十年里，在家上学的家庭数量有所增加，其中约80％的家庭认为自己是福音派。
与美国基督教权利相关的主要大学是：
鲍勃琼斯大学 - 新教基要主义机构，成立于1927年
基督教学院 - 天主教會机构，成立于1977年
自由大学 - 浸信会机构，成立于1971年
摄政大学 - 福音派基督教机构，成立于1977年

### 媒体
自20世纪20年代以来，媒体在基督教权利的崛起中发挥了重要作用，并继续成为当今政治基督教的强大力量。媒体对宗教权利的作用一直影响着它将基督徒受众与更大的美国文化联系起来的能力，同时将宗教作为一种政治和文化力量发挥作用。基督教右翼的政治议程已通过各种媒体渠道向公众传播，包括广播、电视和文学。
宗教广播始于20世纪20年代，通过广播。在20世纪50年代和80年代之间，电视成为基督徒通过Pat Robertson的The 700 Club和The Family Channel等节目影响公众的有力方式。互联网也帮助基督徒获得了更多的受众。组织的网站在普及基督教右翼在文化和政治问题上的立场方面发挥了重要作用，并向感兴趣的观众介绍了如何参与其中。例如，基督教联盟利用互联网向公众宣传，以及出售商品和聚集成员。

## 观点

### 教育
基督教右派对如何教育美国儿童有强烈的意见。基督教右翼强烈主张建立一种教育选择制度，使用学校代金券制度，而不是公共教育。优惠券将由政府资助，并可兑换为“如果花在经批准的教育服务上，每个孩子每年的特定最高金额”。这种方法可以让家长确定孩子在哪所学校上学，同时减轻与私立学校相关的经济负担。这一概念在教会相关学校的成员中很受欢迎，包括那些与天主教有关的学校。

### 演化
美国的基督教权利一般促进创造论和智能设计的教学，而不是生物进化，或与生物进化并存。基督教右翼的一些支持者过去一直反对进化的教学，但他们没有能力像在田纳西州代顿的范围审判期间那样在公立学校教授它，科学教师继续关于公立学校进化主题的教学试验。其他“基督教权利组织支持创造论的教学，以及公立学校的进化”，特别是促进神学进化（也称为进化创造论），其中上帝被视为过程的创始者。
与基督教右翼有关的成员和组织，如发现研究所，创造并推广了现代智能设计概念，这种概念仅在1989年出版“熊猫和人民”一书时才广为人知。发现研究所通过他们的智能设计倡议称为科学和文化中心，已经认可了教育争议的方法。根据其支持者的观点，这种方法将确保在课程中讨论进化理论的优点和缺点。约翰·E·琼斯三世法官在基茨米勒诉多佛地区学区批评了这一策略，称其为“至多不诚实，最糟糕的是芥末”。绝大多数科学研究都在美国进行在其他地方已经得出结论，使用词理论的技术定义，进化论是对生命发展的唯一可行的解释，并且绝大多数生物学家强烈支持其在公立学校科学课程中的呈现。在美国之外，以及在美国天主教徒和主流新教徒中，基督教保守派一般都接受了进化论。

### 性教育
一些基督教团体主张从公立学校中删除性教育文献，父母选择退出全面的性教育，或仅限禁欲性教育。美国30％的性教育计划都是以禁欲为基础的。这些计划促进禁欲直至婚姻，这是预防怀孕，性传播疾病和性活动可能引起的情绪问题的唯一途径。没有证据支持禁欲性教育的有效性，多项研究未能找到任何益处，甚至发现它可能有害；已发现它在降低发达国家的艾滋病风险方面无效；同样，与综合性教育相比，它不会降低性活动或意外怀孕的发生率。

### 政府的角色
基督教右翼的支持者对政府的作用没有统一的立场，因为该运动主要是倡导社会保守主义的运动;事实上，“在基督教右翼的支持者和其他保守派之间，在州政府组织中已经爆发了斗争。”它促进对圣经的保守解释，将其作为道德价值观的基础，并通过立法强制执行这些价值观。一些基督徒，特别是天主教徒，接受天主教会对工会的强烈支持。

### 政教分离
基督教右派认为，在美国宪法中政教分离并不明确，相信这种分离是对司法系统中所谓的激进主义法官的创造。在美国，基督教右翼经常支持他们的主张，声称该国“是由基督徒建立的基督徒国家。”基督教右翼成员采取的立场是，“建立条款”禁止联邦政府建立或赞助国家教会（例如英格兰教会），但不阻止政府承认宗教。基督教右派指出，“教会与国家的分离”一词源于托马斯·杰斐逊写的一封信，而不是宪法本身。此外，联盟防卫基金认为，美国公民自由联盟及其盟友使用“教会与国家分离”的概念来抑制公众对基督教的承认并限制基督徒的宗教自由。
基督教右翼领导人认为，“建立条款”并不禁止在公共领域展示宗教。因此，领导者认为应该允许或甚至要求公共机构展示十诫。这种解释一再被法院驳回，法院认为此类陈述违反了“设立条款”。根据柠檬最高法院的测试，公职人员虽然被禁止使用他们的权力，其主要作用是“推进或禁止宗教”，并且不能“与宗教过度纠缠”和政府。一些人，如美国家庭协会的布莱恩菲舍尔，认为第一修正案特别限制国会，只适用于国会，而不适用于各州。这一立场拒绝纳入人权法案。
一般而言，基督教右翼支持政府和公共领域内宗教机构的存在，并主张减少对政府资助宗教慈善机构和学校的限制。根据2005年盖洛普的一项研究，天主教徒和新教徒都支持公立学校的学校祷告。

### 经济学
早期的美国原教旨主义者（如约翰·R·赖斯）往往偏爱自由放任的经济学，并且直言不讳地批评新政，和后来的伟大社会。当代基督教右翼支持经济保守政策，如减税和儿童税收抵免等社会保守政策。

### 中东
另见：犹太利益集团
近几十年来，许多福音派宗教权利的新教支持者对以色列国给予了非常强烈的支持，鼓励在美国政府中支持以色列。有些人将以色列与圣经的预言联系起来;例如，道德多数党的创始人埃德麦卡特尔说：“我相信我们看到预言如此迅速、戏剧性和奇妙地展开，并且毫不夸张地让我喘不过气来。”这种信仰是一种分配主义的例子，出现了从以下的观点来看，以色列的建立是耶稣再来的先决条件，因为它代表了圣经中预言的以色列的聚会。2017年的一项民意调查显示，80％的福音派人士持有这种信仰，而且有一半的福音派人士认为这是他们支持以色列国的重要原因。

### 堕胎和避孕
基督教右翼反对堕胎，认为生命始于受孕，堕胎是谋杀。因此，运动中的那些人已经努力推翻罗伊诉韦德案，并且还支持逐步减少堕胎的步骤。这些努力包括禁止晚期堕胎（包括完整的扩张和拔除），禁止医疗补助资金和其他公共资金用于选择性堕胎，取消纳税人资助计划生育和其他提供堕胎服务的组织，立法要求父母同意或通知对未成年人进行堕胎，对未出生的暴力受害者提供法律保护，对失败的堕胎后出生的婴儿提供法律保护，禁止堕胎药物治疗。
基督教右派认为，事後丸如Plan B和Ella可能算為堕胎，因為這能够干扰受精卵在子宫壁内的植入。美国食品和药物管理局（FDA）对Plan B和Ella规定的标签表明它们可能会干扰植入，但根据2012年6月的“纽约时报”文章，许多科学家认为它们仅通过干扰排卵来起作用并且正在争论从产品标签中删除植入语言。基督教右派认为，事後丸的药物化学特性使其成为堕胎药，堕胎政治正在影响科学判断。基督教医学会的Jonathan Imbody说他质疑“意识形态的考虑是否正在推动这些决定。”具体而言，基督教右翼的许多天主教成员以及一些保守的新教成员都反对完全反对避孕。

### 环境
根据一些社会科学研究，基督徒和基督教右翼成员通常不像一般公众那样关注环境责任问题。

### 生物技术
由于基督教右翼对道德的看法，并且在一定程度上归因于北美大多数意识形态共有的优生学的负面观点，因此它一直致力于监管和限制生物技术的某些应用。特别是，基督教右翼反对為治疗和生殖目的的人类克隆，支持2005年联合国禁止实践和研究人类胚胎幹細胞，因為涉及以人类胚胎培養一种或多种细胞，但目前分離胚胎幹細胞會終止胚胎發育。基督教右翼支持研究成体干细胞，羊膜干细胞和不使用人类胚胎细胞的诱导性多能干细胞，因为他们认为从胚胎中采集生物材等同剝奪生存权。
基督教右翼也反对安乐死，并且在一个高度宣传的案例中，在寻求政府干预以防止Terri Schiavo被剥夺营养和水合作用方面发挥了积极作用。

### 性别和性行为
基督教右翼对性问题的看法的现代根源在20世纪50年代是显而易见的，在这个时期，美国许多基督教保守派认为性滥交不仅过分，而且实际上是对他们理想的国家愿景的威胁。从20世纪70年代开始，保守派基督教反对滥交的抗议活动开始浮出水面，主要是对“宽容六十年代”的反应以及罗伊诉韦德和同性恋权利运动引起的性权利的突出。基督教右翼继续将性问题作为优先政治事业。
基督教右翼捍卫自己为“美国社会的自我良知”。在20世纪80年代，这一运动在很大程度上被政治权威人士和主流宗教领袖所摒弃，称为“一系列贪婪的人”。后来，它重新出现，组织得更好，更有针对性，对堕胎，色情，性变态和极端女权主义采取坚定立场。从唐纳德·特朗普总统职位开始，基督教保守派基本上没有采取行动。参与有关性道德的辩论。
有影响力的基督教右翼组织处于美国反同性恋权利运动的最前沿，包括关注家庭，家庭研究委员会和家庭研究所。基督教右翼反同性恋政治的一个重要战略它拒绝接受“老大哥的法令”，允许它从“对政府的不满和士气低落的普遍感觉”中获利。因此，基督教右翼已经批准了较小的政府，限制了其在价值观和传统争议中进行仲裁的能力。在这种情况下，同性恋权利法已经成为政府据称违宪的“干涉个人自由”的象征。
“关注家庭”和类似组织（如家庭研究委员会）的核心原则强调了堕胎和性别角色的必要性等问题。包括新基督教右翼在内的一些组织“以各种方式拒绝自由派美国支持色情制度的监管，反堕胎立法，同性恋的刑事定罪，以及性伴侣关系中忠诚和忠诚的美德”，社会学家布莱恩特纳。
大量的基督教右视同性婚姻是文化战争的核心问题，比其他同性恋权利问题更为重要，甚至比堕胎更为重要。同样的合法化 - 2004年马萨诸塞州的性婚姻改变了基督教的权利，使其反对这些婚姻高于其他大多数问题。它还创造了以前未知的跨种族和基督教联盟，并刺激了牧师和会众的新选举活动。

## 批评
对基督徒权利的批评往往来自基督徒，他们相信耶稣的信息集中在社会责任和社会正义上。神学家迈克尔勒纳总结道：“政治权利和宗教权利的邪恶联盟有可能摧毁我们所爱的美国。它也有可能通过军国主义，生态不负责任，对科学的原教旨主义对抗来识别它们，从而产生对上帝和宗教的厌恶。理性的思想，对穷人和无能为力的人的需求不敏感。“来自过道各方的评论家如罗姆·申克，兰德尔·巴尔默和查尔斯·M·布洛批评了基督徒的宽容和拥抱的权利。

### 解读基督教
一个质疑基督教右翼合法性的论点假定耶稣基督可能被认为是现代政治光谱中的左派。除了其他方面，耶稣关心穷人和喂养饥饿者，被基督教左翼主义的支持者认为是现代社会主义和社会正义的核心属性。然而，其他人认为，虽然耶稣对穷人和饥饿者的关心是善良的，而个人有道义上的义务帮助他人，但慈善与国家之间的关系不应该以同样的方式解释。
有些人批评他们所认为的基督教政治化，因为他们说耶稣超越了我们的政治概念。
米哈伊尔·戈尔巴乔夫称耶稣为“第一个社会主义者”。

### 种族和多样性
基督教右翼试图在黑人教会中招募社会保守派。在2016年美国总统选举之前，本·卡森成为基督教右翼的领导者。

### LGBT权利
虽然美国的基督教徒正在对抗LGBT权利的进展采取强硬立场，但其他基督教运动对此事采取了更为宽松的态度，认为圣经文本只反对特定类型的不同性行为，例如paederasty（即年长男性对男孩的鸡奸）。在特朗普政府执政期间，人们越来越多地推行“宗教自由法案”，这将使得声称反宗教信仰的个人和企业能够免于遵守旨在保护LGBT人群的反歧视法律。

### 使用支配主义标签
一些社会科学家使用“支配主义”这个词来指代遵守自治领神学以及受到自治领神学启发的更广泛的基督教思想权利的影响。尽管许多作者已经描述了这种影响（特别是重建主义），重建主义的全部信徒在保守的基督徒中很少被边缘化。在20世纪90年代早期，社会学家莎拉·戴蒙德将博士论文中的支配主义定义为一种运动，其中包括自治神学和重建主义作为子集，其范围更广泛，延伸到基督教右翼的大部分。紧随其后的有记者包括弗雷德里克·克拉克森和克里斯·赫奇斯以及其他强调自治派思想对基督教右翼影响的人。
“支配主义”这词很少用于自我描述，它的使用受到了几个季度的攻击。记者安东尼威廉姆斯指责其目的是“将共和党视为国内神权政党的一方，事实应该被诅咒。”斯坦利·库尔茨将其称为“阴谋胡说八道”，“政治偏执狂”和“关联罪”， 并且谴责赫奇斯的“模糊特征”，这使他能够“描绘出一幅无形的，无名的'自治领主'基督教弥撒的高度可疑的画面。”库尔茨还抱怨普通基督教福音派和极端主义之间的联系。如基督教重建：
保守的基督徒想要重新建立奴隶制并通过种族灭绝来统治的想法不仅仅是疯狂的，而且非常危险。哈珀的封面故事中最令人不安的部分（Chris Hedges的故事）是试图将基督教保守派与希特勒和法西斯主义联系起来。一旦我们承认保守的基督徒和法西斯主义者之间的相似性，赫德斯似乎暗示，我们可以通过撇开“古老的礼貌民主规则”来对抗基督教的邪恶。因此，野蛮的阴谋理论和种族灭绝的愿景是左派无视民主规则和以任何必要手段打败保守派基督徒的借口。
“新闻周刊”的Lisa Miller表示，许多关于“支配主义”的警告都是“偏执狂”，并且“这个词创造了一种围攻心态，'我们'需要警惕'他们'。”纽约时报的罗斯杜特哈特指出“许多像钻石这样的作家和其他人都称之为'统治者'的人会拒绝这个标签，许多关于统治主义的定义会混淆几种截然不同的基督教政治神学，而且关于该术语是否有用甚至存在激烈的争论。”根据First Things的Joe Carter的说法，“这个术语是在20世纪80年代由Diamond创造的，并且从未在自由博客和网站之外使用。没有信誉良好的学者使用这个术语，因为它是钻石为她的论文炮制的无意义的新词，“而第一件事的杰里米·皮尔斯（Jeremy Pierce）则创造了”支配主义主义者“这个词来形容那些宣扬存在统治主义阴谋的人。
其他批评的重点是正确使用该术语。贝莱特写道：“一些批评基督教右翼的人已经将统治主义一词延伸到了它的突破点，”并且认为，不是将保守主义者称为极端主义者，而是“与这些人交谈”和“与他们交往”会更好。 “萨拉·戴蒙德写道，”liberals关于基督教右翼接管计划的写作一般都采用阴谋论的形式“，并认为应该”分析像Dominionism这样的想法的微妙方式“。 “坚持运动，为什么。”
南卡罗来纳州格林维尔的原教旨主义者鲍勃琼斯大学教授丹·奥林格说：“我们希望成为好公民和参与者，但我们真的不想利用法律的铁拳来强迫人们接受一切基督徒应该这样做。“皮埃蒙特山泉浸信会的临时牧师Bob Marcaurelle表示，中世纪足以证明基督教统治集团几乎总是被权力所腐蚀。“当基督教成为政府时，问题就在于谁的基督教？”Marcaurelle问。

## 美国以外的运动
虽然基督教右翼在美国是一个强大的运动，但它在加拿大也有存在。艾伦柯蒂斯认为，美国基督徒的权利“是欧洲人很难理解的现象。”伦敦金斯顿大学教授罗宾佩蒂特表示，与美国的基督教权利一样，欧洲和拉丁美洲的基督教民主运动“同样受到关于国家和教会在政治，社会和道德生活中的作用的争论的推动。”

### 加拿大
自1867年加拿大联邦成立以来，宗教一直是加拿大政治的一个关键因素，当时保守党是传统主义天主教徒和聖公會信徒的党派，而自由党则是新教异议者和反教士天主教徒。这种模式基本上一直持续到二十世纪中期，在基督教左派（以社会福音哲学和基督教主义为代表）与基督教右派（以原教旨主义和圣经文字主义为代表）之间出现了新的分裂。基督徒离开（连同世俗和反宗教的左派）成为新民主党的支持者，而右翼则转移到社会信用党，特别是在加拿大西部，以及进步保守派的较小程度。
社会信用党成立于1935年，代表了加拿大宗教政治的重大变革。在此之前，原教旨主义者将政治视为“世俗的”，并且分散了正确的宗教习俗。然而，新党由原教旨主义广播传教士和圣经学校教师威廉阿伯哈特或“圣经法案”创立。阿伯哈特将自己对经文和预言的解释与社会信用的货币改革理论相结合，创造了横扫艾伯塔省的运动，以压倒性优势赢得了1935年的省级选举。阿伯哈特和他的弟子欧内斯特·曼宁在接下来的四十年里统治了该省，多次试图扩展到加拿大其他地区。 1987年，曼宁的儿子普雷斯顿曼宁创立了新的加拿大改革党，后来很快成为宗教权利的主要政党。它在多次选举中赢得了加拿大西部多数席位，但在加拿大东部无法突破，尽管它在1997年至2003年成为官方反对派（改革于2000年更名为加拿大联盟）。 2003年，加拿大联盟和进步保守党合并成立了加拿大保守党，由基督教和传教联盟成员斯蒂芬哈珀领导，他于2006年成为总理。
自1982年“加拿大宪法”被庇护以来，加拿大已经制定了“权利和自由宪章”。因此，法律对涉及个人和少数群体权利的问题的适用发生了重大变化。在两个R.诉Morgentaler病例（1988年和1993年）之后，堕胎完全合法化。一系列允许同性婚姻的省级高等法院判决导致联邦政府出台了在加拿大全国引入同性婚姻的立法。前保守党总理斯蒂芬哈珀在上任前表示将就此问题进行自由投票，但在2006年下议院投票后宣布该问题已经结束。

### 拉丁美洲
拉丁美洲的基督教右翼政治与不断增长的福音派基督教社区密切相关。由于天主教社会学说的传统教义，拉丁美洲的天主教徒尽管通常具有社会保守性，但在经济学中更倾向于左翼。另一方面，福音派基督徒大多来自新五旬节派运动，因而信奉繁荣神学，这证明了他们大多数新自由主义经济思想的合理性。即使是拉丁美洲标准，它们也具有强烈的社会保守性。

### 荷兰
在荷兰，加尔文主义新教徒长期拥有自己的政党，现在称为右翼的改革宗政党（SGP），以及中間偏右的基督教联盟（CU）。几代人一直在经营自己的报纸和广播协会。小额赠款方案中有大约28,000名成员，以及150名议员中的三名议员。它一直反对政府。[173]小额赠款计划帮助荷兰政府通过2010-2012的第二分庭获得法律。作为交换，政府没有增加允许购物的星期日数量。

### 其他国家
在北爱尔兰，伊恩·佩斯利领导了一个新教徒原教旨主义党民主统一党对该省的文化产生了相当大的影响。自2017年英国大选以来，DUP为执政的保守党提供了信心和供应，尽管该协议引起了党内社会自由主义分子对可能的DUP对社会政策的影响的担忧。[176]凯伦阿姆斯特朗曾提到英国福音派领袖科林·厄克特（Colin Urquhart）提倡类似基督教右翼的立场。保守党的一些成员也支持基督教右翼的一些价值观。
在澳大利亚，原教旨主义基督教是弗雷德尼罗和他的基督教民主党以及家庭第一党的基础。尼罗河于1967年至1968年担任悉尼比利格雷厄姆十字军的助理主任。双方都促进社会保守主义，反对同性恋权利和堕胎。自由党和国家党联盟的一些党员和澳大利亚工党也支持基督教堕胎和同性恋权利的一些价值观。澳大利亚基督教大厅主张在州和联邦政治中反对同性婚姻。
在菲律宾，由于西班牙殖民化和天主教会的引入，宗教保守主义对国家政策产生了很大影响。有些人认为美国基督教右翼可能借用了菲律宾宗教保守主义的信仰。
瑞士联邦民主联盟是一个小型保守派新教党，获得约1％的选票。
在斯堪的纳维亚，中心党是一个以圣经为导向的原教旨主义政党；它在法罗群岛拥有约4％的选票。然而，挪威基督教人民党，瑞典基督教民主党和丹麦基督教民主党在宗教上不太正统，与主流的欧洲基督教民主党相似。
在斐济，索德尔帕是一个保守的民族主义政党，旨在使基督教成为国教，而宪法则使斐济成为一个世俗的共和国。在2014年大选之后，Sodelpa是议会的主要反对党。
在巴西，福音派核心小组在议会和整个社会中都有很大的影响力。该集团提倡强有力的社会保守立场，如反对堕胎，同性恋权利，大麻合法化，学校的性教育和性别教育，以及支持减少婴儿期防御年龄。共和党，巴西共和党和社会基督党是欧盟的主要政党，但除了左翼和左翼政党以及工党，社会主义和自由党等强大的社会进步信仰之外，基督教保守派可以在巴西的所有政党中找到。 2016年，来自上帝王国普世教会的持牌五旬节牧师马塞洛·克里维拉（Marcelo Crivella）在巴西第二大城市里约热内卢市长与巴西共和党的选举中获胜，获得第一名时间是巴西一个大城市的福音派集团市长。在2018年，Jair Bolsonaro当选总统，得到了保守派天主教徒，灵恩派，福音派和五旬节派的大力支持;来自Patriota的另一位候选人Cabo Daciolo虽然投票率较低，却引起了媒体和公众的广泛关注。他们都有一个右翼民粹主义者，基督教民族主义者计划，但Bolsonaro接近一个全国保守派和经济自由派，与Daciolo的极端民族主义，神权和保护主义风格形成鲜明对比。
在台灣，自2011年起，基督教右派陆续組成真爱联盟、下一代幸福联盟（下福盟）、台湾全国妈妈护家护儿联盟、台湾家庭协会等社会团体，诉求反对台湾同性婚姻，以及要取消內容包括多元性別的性別平等性教育。下福盟的主要成员組成政党信心希望联盟主打反同性婚姻公投联署诉求，另有派系不同者组成政党安定力量，针对支持婚姻平权或台湾同性婚姻的时代力量立委黄国昌发动罢免。

## 相关的小政党
基督教右翼在世界各地的几个保守党中占有强势地位，尽管这些政党的许多成员自相矛盾地也强烈反对这种观点。
一些小政党已成为基督教右翼活动家的工具：
- 澳大利亚基督徒（澳大利亚）

- 基督教民主党（澳大利亚）

- 基督教选举社区（奥地利）

- 基督教遗产党（加拿大）

- 基督教自由党（韩国）

- 基督教自由党（美国）

- 基督教党（英国）

- 基督教价值观党（瑞典）

- 基督徒（挪威）

- 宪法党（美国）

- 民主统一党（英国）

- 联邦民主联盟（瑞士）

- 国家恢复党（哥斯达黎加）

- 尼加拉瓜基督教之路（尼加拉瓜）

- 爱国者（巴西）

- 改革后的政党（荷兰）

- 传统的联合主义之声（英国）

- 信心希望聯盟（台灣，已解散）

- 安定力量（台灣，已解散）

## 延伸阅读
- Boston, Rob. 2000. Close Encounters with the Religious Right: Journeys into the Twilight Zone of Religion and Politics. Prometheus Books. ISBN 978-1-57392-797-0
- Boyd, James H., Politics and the Christian Voter
- Brown, Ruth Murray (2002). For a "Christian America": A History of the Religious Right. Amherst, NY: Prometheus Books. ISBN 978-1-573-92973-8.
- Bruns, Roger A. 2002. Preacher: Billy Sunday and Big-Time American Evangelism. University of Illinois Press. ISBN 978-0-252-07075-4
- Diamond, Sara. 1995. Roads to Dominion: Right-Wing Movements and Political Power in the United States. New York: Guilford. ISBN 0-89862-864-4
- Dowland, Seth. Family Values and the Rise of the Christian Right (University of Pennsylvania Press, 2015)
- Gloege, Timothy. 2015. Guaranteed Pure: The Moody Bible Institute, Business, and the Making of Modern Evangelicalism. The University of North Carolina Press. ISBN 1469621010
- Green, John C., James L. Guth and Kevin Hill. 1993. "Faith and Election: The Christian right in Congressional Campaigns 1978–1988." The Journal of Politics 55(1), (February): 80–91.
- Green, John C. "The Christian Right and the 1994 Elections: A View from the States," PS: Political Science and Politics Vol. 28, No. 1 (Mar. 1995), pp. 5–8 in JSTOR
- Himmelstein, Jerome L. 1990. To The Right: The Transformation of American Conservatism. University of California Press.
- Kruse, Kevin M. One Nation Under God: How Corporate America Invented Christian America. Basic Books, 2015. ISBN 0465049494
- Marsden, George. Understanding Fundamentalism and Evangelicalism.
- Marsh, Charles. Wayward Christian Soldiers: Freeing the Gospel from Political Captivity (New York: Oxford University Press, 2007)
- Martin, William. 1996. With God on Our Side: The Rise of the Religious Right in America, New York: Broadway Books. ISBN 0-7679-2257-3
- Micklethwait, John; Wooldridge, Adrian (2004). The Right Nation: Conservative Power in America. New York City: Penguin Books. ISBN 978-1-59420-020-5.
- Noll, Mark. 1989. Religion and American Politics: From the Colonial Period to the 1980s.
- Noll, Mark and Rawlyk, George: Amazing Grace: Evangelicalism in Australia, Canada, Britain, Canada and the United States: Montreal: McGill-Queens University Press: 1994: ISBN 0-7735-1214-4
- Preston, Andrew, Bruce J. Schulman, and Julian E. Zelizer, eds. Faithful Republic: Religion and Politics in Modern America (University of Pennsylvania Press, 2015) viii, 213 pp.; Essays by scholars
- Ribuffo, Leo P. 1983. The Old Christian right: The Protestant Far Right from the Great Depression to the Cold War. Philadelphia: Temple University Press. ISBN 0-87722-598-2.
- Shields, Jon A., "Framing the Christian Right: How Progressives and Post-War Liberals Constructed the Religious Right," Journal of Church and State, 53 (Autumn 2011), 635–55.
- Smith, Jeremy Adam, 2007, Living in the Gap: The Ideal and Reality of the Christian Right Family. Public Eye magazine, Winter 2007–08.
- Wald, Kenneth. 2003. Religion and Politics in the United States.
- Wilcox, Clyde. Onward Christian Soldiers: The Religious Right in American Politics. survey by two neutral scholars
- Williams, Daniel K. (2010). God's Own Party: The Making of the Christian Right. Oxford University Press. ISBN 978-0-19-534084-6.
- Wills, Garry (1990). Under God: Religion and American Politics. New York: Simon & Schuster. ISBN 978-0-671-65705-5.
- 美國基督教右派簡史 余創豪 （页面存档备份，存于）